# Prior’s Heys
Prior's Heys – wieś w Anglii, w hrabstwie ceremonialnym Cheshire, w dystrykcie (unitary authority) Cheshire West and Chester. Leży 13 km na wschód od miasta Chester i 257 km na północny zachód od Londynu. W 2001 miejscowość liczyła 10 mieszkańców.